# 明愛社區書院
明愛社區書院（英語：Caritas Institute of Community Education），簡稱明愛社院，是一所香港明愛旗下專注社區及高等教育的院校。其歷史可以追溯至1963年，該校從2014年1月1日開始，為方便公眾識別，把明愛社區及高等教育服務多個教學中心整合和統一為 「明愛社區書院」或「明愛社區進修中心」，並與主力發展學士學位及副學位的明愛專上學院（聖方濟各大學前身）和明愛白英奇專業學校分開。
該校在港九新界各區都設有院校/教學中心。該校除了開辦了多項資歷架構第四級以下的課程，包括高級文憑、應用教育文憑、證書和短期課程，亦有因應僱員再培訓局「人才發展計劃」開辦成人教育課程。

## 歷史
明愛社區書院的前身明愛社區及高等教育服務（前稱成人及高等教育服務）為隸屬香港明愛的教育服務部，成立於1963年。
1963年，首次開辦兼讀課程，最初的課程是家政和秘書訓練。1966年，第一所成人教育中心開幕。1969年，首次開辦全日制課程。1976年，開辦實用基礎教育及成人基礎教育課程。
1980年，與中國教育機構合作，在廣州、深圳、湛江、開平等地開辦課程。1989年，多項全日制課程與海外大學及專上學院的課程完成學歷銜接。
1990年，明愛徐誠斌書院（聖方濟各大學前身）獲得時任港督批准，開辦大專文憑課程。1993年，開辦僱員再培訓局課程，協助因經濟轉型而需要轉業的人士獲得新的工作技能。明愛徐誠斌書院（聖方濟各大學前身）大專文憑課程首屆學生畢業。1995年，香港專上學院持續教育聯盟成立，以始創會員身份加入。
2000年，與教育局合作，開辦毅進計劃。2001年，明愛徐誠斌書院（聖方濟各大學前身）升格為註冊專上學院，正名為明愛徐誠斌學院。明愛白英奇專業學校開辦認可副學士課程。2006年，明愛白英奇專業學校成為首間獲得香港特區政府支持，撥出將軍澳調景嶺建校用地的民辦院校。2007年，明愛成人及高等教育服務更名為明愛社區及高等教育服務。2008年，明愛白英奇專業學校與明愛徐誠斌學院結盟。2009年，明愛白英奇專業學校調景嶺新校舍順利落成。
2011年，明愛徐誠斌學院通過學術評審，獲頒授學位資格，正式改名為明愛專上學院，並開辦首個學位課程。同年，明愛賽馬會社區教育中心─荃灣（現稱為明愛賽馬會社區書院─荃灣）正式開幕，為一所健康護理培訓中心。2012年，明愛專上學院獲政府撥出明愛白英奇專業學校調景嶺校舍隔鄰之建校用地，以興建新校舍。2013年，明愛社區書院成功通過香港學術及職業資歷評審局之評審，獲准開辦資歷架構第四級的課程。2014年，所有社區教育中心更名為「明愛社區書院」或「明愛社區進修中心」。
2020年，位於前明愛沙田馬登基金中學校舍的明愛社區書院-沙田停辦。

## 收生情況
| 學年    | 收生人數 | 備註                             |
| 2019/20 | 19 人    | 19名副學位新生入讀。             |
| 2020/21 | 0 人     | 零收生。                         |
| 2021/22 | 11 人    | 佔預計收生人數（80人）的 13.8%。 |

## 校舍

### 港島區
- 明愛單親家庭互助中心：香港北角炮台山道28號A
- 明愛社區書院 - 天后：香港北角英皇道75至83號聯合出版大廈一樓
- 明愛社區及高等教育服務發展組 - 中環：香港中環德輔道中25至27號A安樂園大廈14樓

### 九龍區

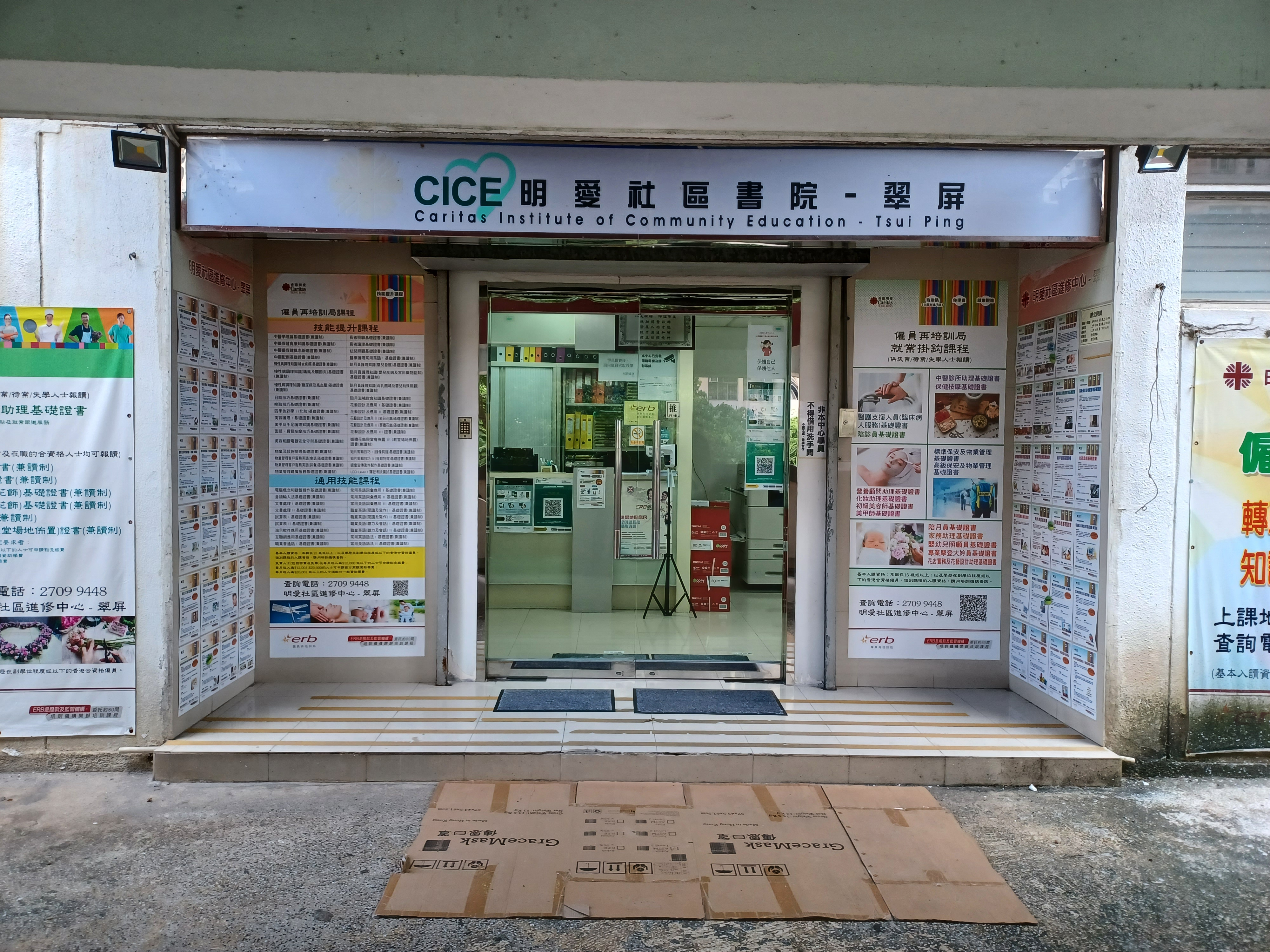
明愛社區書院 - 翠屏

- 明愛社區書院 - 紅磡（明愛美容專業中心現設於此教學中心）：九龍紅磡戴亞街5號
- 明愛社區書院 - 油麻地：九龍油麻地石壁道4號
- 明愛社區書院 - 秀茂坪：九龍秀茂坪邨秀茂坪商場3樓317室
- 明愛社區進修中心 - 石硤尾：九龍石硤尾西洋菜北街476號2樓
- 明愛社區書院 - 翠屏：九龍觀塘翠屏北邨翠榆樓M2層125A號
- 明愛社區進修中心 - 翠屏：九龍觀塘翠屏北邨翠柳樓平台1-7號
- 明愛荔枝角職工中心：九龍荔枝角青山道485號九龍廣場3字樓3室

### 新界區

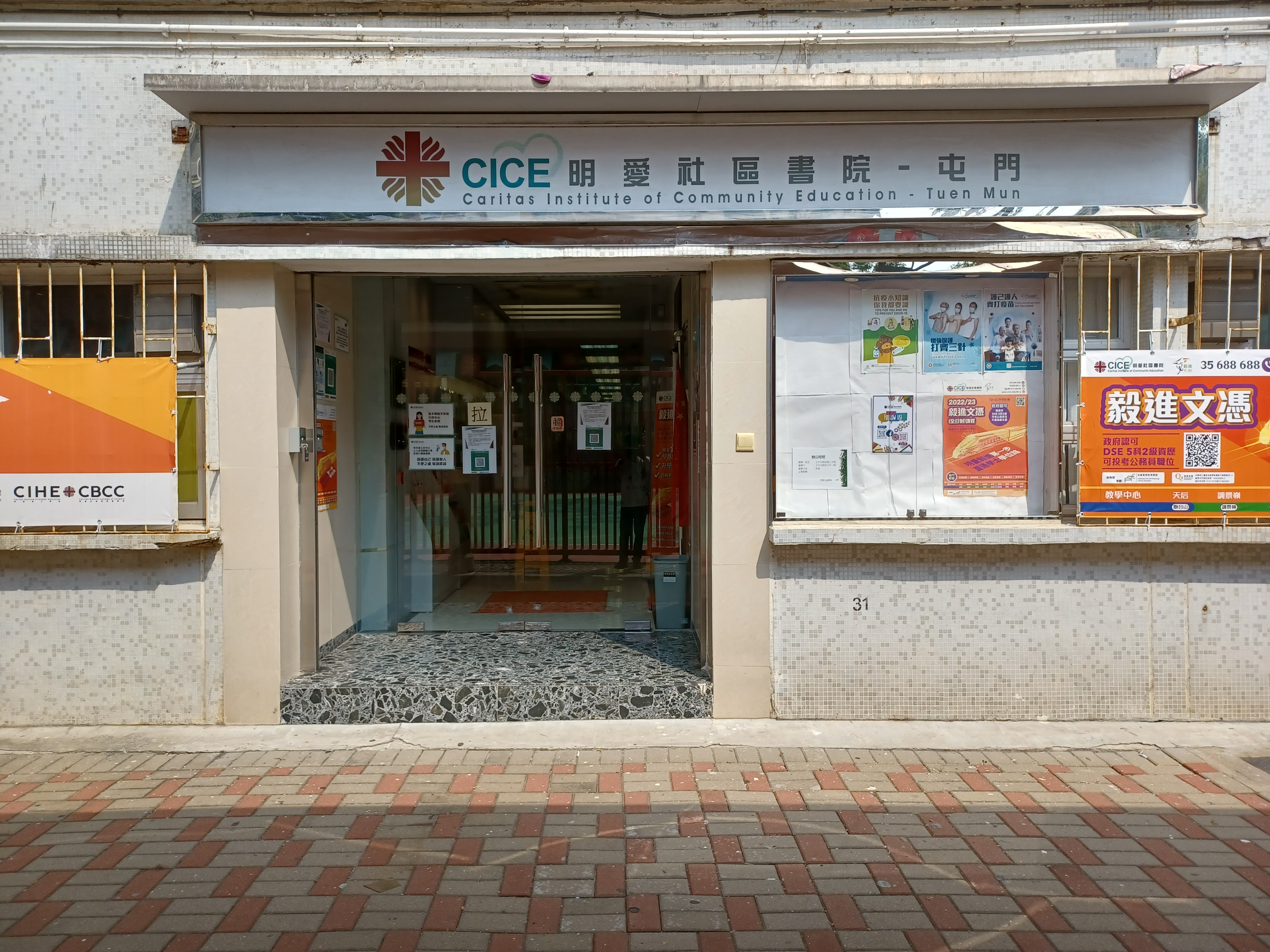
明愛社區書院 - 屯門

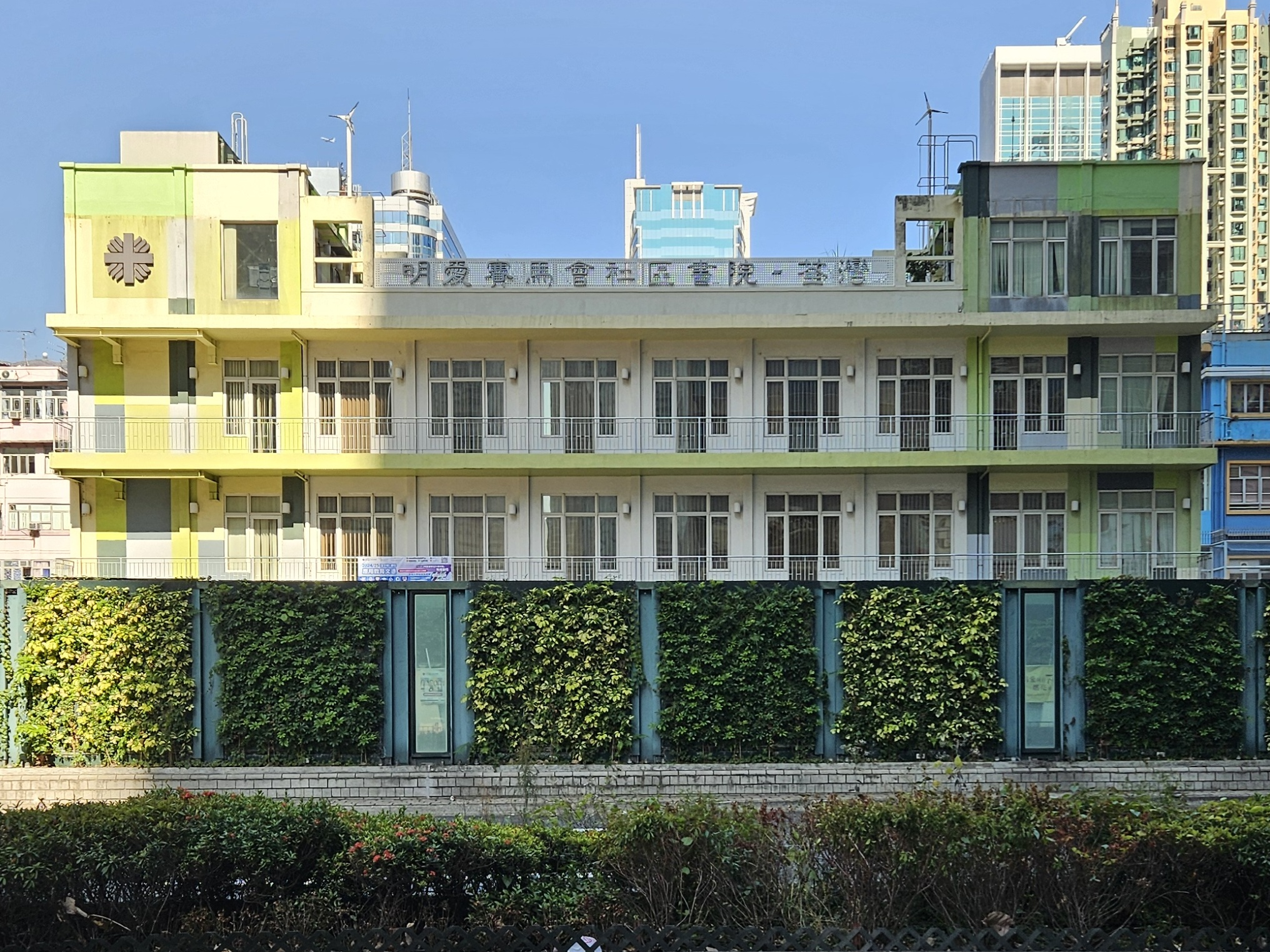
明愛社區書院 - 荃灣

- 明愛社區進修中心 - 山景：新界屯門山景邨商場223舖（景華樓地下）
- 明愛社區進修中心 - 大興：新界屯門大興邨興耀樓地下40-45號
- 明愛社區書院 - 屯門：新界屯門湖景邨湖月樓地下21-34室
- 明愛社區進修中心 - 湖景：新界屯門湖景邨湖畔樓地下11-16室
- 明愛社區書院 - 元朗：新界元朗水邊圍邨疊水樓地下1號舖
- 明愛友誠社區進修中心（夜校）：新界元朗天水圍第3區屏厦路
- 明愛社區書院 - 粉嶺：新界粉嶺祥華邨一號停車場三樓
- 明愛賽馬會社區書院 - 荃灣：新界荃灣眾安街146號
- 明愛社區進修中心 - 沙田圍：新界沙田沙田圍崗背街7號聖本篤堂2樓
- 明愛天水圍綜合家庭服務中心：新界元朗天水圍天瑞邨瑞龍樓地下B及C翼

## 外部連結
- 明愛社區書院 （页面存档备份，存于）